# Paso Fronterizo Radman
El Paso Radman, también conocido como Paso Internacional Río Bellavista, es un paso fronterizo entre la República de Chile, y el Departamento Río Grande en la Provincia de Tierra del Fuego, Antártida e Islas del Atlántico Sur en la República Argentina. Su habilitación es temporaria desde noviembre a marzo.
Está ubicado a 85 km de Río Grande y es precisamente desde esa ciudad desde donde se accede desde el lado argentino por medio de la RN 3 y luego la provincial RP B.
Es una zona rodeada de estancias, en una escuela desactivada existe un albergue estudiantil con capacidad para albergar a 100 personas, el lugar está a cargo del destacamento local de la Gendarmería Nacional Argentina. La frontera está señalizada por un badén en el río Bellavista (a veces llamado río Rasmussen) que permite el paso de vehículos de cierto porte, también por una alambrada de tal modo que el paso terrestre de los viajeros se realiza atravesando una tranquera.